# ファブリシアーノ・ゴンサレス
ファブリシアーノ・"ファブリ"・ゴンサレス・ペネラス（Fabriciano "Fabri" González Penelas, 1955年4月25日 - ）は、スペイン・ルーゴ出身の元サッカー選手、現サッカー指導者。現役時代のポジションはMF。

## 経歴
2010年から2012年初頭までグラナダCFの監督を務めた。2011-12シーズンは降格圏を回避していたが、2012年1月22日にアウェーでのRCDエスパニョール戦に0-3で敗れ、グラナダCF監督を解任された。
2013年1月8日、ギリシャのパナシナイコスFCの監督に就任した。しかし3月31日、就任からわずか2か月でパナシナイコスFC監督を解任された。